# Blurred Lines
«Blurred Lines» —en español: «Líneas borrosas»— es la canción que da título al álbum homónimo Blurred Lines del cantante de R&B, Robin Thicke, el sexto de su carrera. Fue lanzado como el primer sencillo del álbum el 26 de marzo de 2013 a través de Star Trak Entertainment y cuenta con las colaboraciones vocales del rapero T.I. y del cantante y productor Pharrell Williams. La canción fue compuesta por Robin Thicke, Clifford Harris Jr. y Pharrell Williams, y producida por este último. La canción ha sido un éxito en todo el mundo llegando a la cima de las listas en catorce países diferentes incluyendo los Estados Unidos (donde lideró la lista del Billboard Hot 100 por 12 semanas consecutivas), Reino Unido, Australia, Francia, Canadá, Alemania, Irlanda, España, Suiza y Bélgica. En los Estados Unidos, se vendieron más de 5 millones de copias en tan sólo 22 semanas, convirtiéndose en un récord en la historia de las ventas digitales.

## Vídeo musical
El vídeo fue dirigido por Diane Martel y estrenado el 20 de marzo de 2013. En él muestra a Thicke, T.I. y Pharrell parados mientras coquetean y bailan con modelos con escasa vestimenta (Emily Ratajkowski, Elle Evans y Jessi M'Bengue). El vídeo fue lanzado en dos versiones, en la primera mostraban a las mismas modelos en topless, y en la segunda aparecen mínimamente vestidas. La primera versión fue borrada de YouTube el 30 de marzo de 2013, citando violaciones de los términos de servicio del sitio que restringe subir vídeos que contengan desnudos, sobre todo si se utiliza en un contexto sexual. El vídeo sin censurar está disponible en VEVO, mientras que la versión original está disponible en YouTube y VEVO.

## Demanda por los derechos
En agosto de 2013, Robin Thicke preventivamente demandó a la familia de Marvin Gaye y Bridgeport Music por denuncias de infracción de derechos de autor a las dos compañías que lanzaron "Blurred Lines", para proteger la autoría de su canción de futuros procesos legales. La familia de Marvin Gaye acusó a los autores de la canción de plagió en el "sentido" y en el "sonido" de "Got to Give It Up". Thicke personalmente admitió que "Got to Give It Up" influenció en la composición de la canción. Mientras Bridgeport Music afirmó que la canción contiene ilegalmente elementos de "Sexy Ways" de Funkadelic. El hijo de Gaye, Marvin Gaye III expresó: "Hay una manera de hacer negocios y una de no hacerlos, y no estamos contentos en la forma en que ellos están haciendo esto".

## Controversia
La actriz Emily Ratajkowski acusó a Robin Thicke de acoso en el set al llegar en estado de ebriedad, situación que se confirmó.
La letra de la canción la criticaron por promover la cultura de la violación y fue prohibida en algunas discotecas y universidades.

## Versiones
- Robin Thicke (feat. Pharrell Williams & T.I) le ofreció la versión latinoamericana de Blurred Lines a J Balvin artista urbano colombiano, aunque no fue un éxito mundial como la oficial.
- La banda neerlandesa De Kraaien realizó su versión en neerlandés titulada "Dat gepijpzeik", la cual logró el número 32 en la lista de sencillos de los Países Bajos.[8]
- Las bandas de Queens of the Stone Age, Vampire Weekend y The Mend han realizado versiones de la canción.[9][10][11]
- La canción fue versionada en el episodio de Glee «The End of Twerk»,[12] que se emitió el 14 de noviembre de 2013, por los protagonistas Will Schuester (Matthew Morrison) y los miembros de New Directions.
- La canción también fue realizada por la sexta temporada Tusker Project Fame por los concursantes en su octava semana.
- En su álbum Mandatory Fun, "Weird Al" Yankovic realizó una parodia de la canción llamada "Word Crimes".

## Lista de canciones
| Estados Unidos — Descarga digital |                                                |          |  |
| N.º                               | Título                                         | Duración |  |
| 1.                                | «Blurred Lines (con Pharrell Williams & T.I.)» | 4:22     |  |

| Reino Unido — Descarga digital |                                                                      |          |  |
| N.º                            | Título                                                               | Duración |  |
| 1.                             | «Blurred Lines (con Pharrell Williams & T.I.)» (Clean)               | 4:22     |  |
| 2.                             | «Blurred Lines (con Pharrell Williams & T.I.)» (Laidback Luke Remix) | 4:39     |  |

| Alemania — Descarga digital |                                                                      |          |  |
| N.º                         | Título                                                               | Duración |  |
| 1.                          | «Blurred Lines (con Pharrell Williams)» (No Rap Version)             | 3:49     |  |
| 2.                          | «Blurred Lines (con Pharrell Williams & T.I.)» (Laidback Luke Remix) | 4:40     |  |
| 3.                          | «Blurred Lines» (Video musical)                                      | 4:33     |  |
| 4.                          | «Blurred Lines» (Video musical censurado)                            | 4:33     |  |

| Estados Unidos — Descarga digital (Remixes) |                                                                      |          |  |
| N.º                                         | Título                                                               | Duración |  |
| 1.                                          | «Blurred Lines (con Pharrell Williams & T.I.)» (Laidback Luke Remix) | 4:40     |  |
| 2.                                          | «Blurred Lines (con Pharrell Williams & T.I.)» (Will Sparks Remix)   | 5:08     |  |
| 3.                                          | «Blurred Lines (con Pharrell Williams & T.I.)» (DallasK Remix)       | 5:00     |  |

| Reino Unido — EP |                                       |          |  |
| N.º              | Título                                | Duración |  |
| 1.               | «Blurred Lines»                       | 4:23     |  |
| 2.               | «Blurred Lines» (Laidback Luke Remix) | 4:40     |  |
| 3.               | «When I Get You Alone»                | 3:36     |  |
| 4.               | «Lost Without U»                      | 4:14     |  |
| 5.               | «Magic»                               | 3:53     |  |
| 6.               | «Sex Therapy»                         | 4:35     |  |

## Posicionamiento en listas y certificaciones
| Lista (2013)                           | Mejor posición |
| -------------------------------------- | -------------- |
| Alemania (Offizielle Deutsche Charts)  | 1              |
| Argentina (Tus 25)                     | 1              |
| Australia (ARIA)                       | 1              |
| Austria (Ö3 Austria Top 40)            | 1              |
| Bélgica (Flandes) (Ultratop 50)        | 1              |
| Bélgica (Valonia) (Ultratop 50)        | 2              |
| Canadá (Canadian Hot 100)              | 1              |
| Colombia (National Report)             | 7              |
| Dinamarca (Tracklisten)                | 2              |
| Escocia (The Official Charts Company)  | 1              |
| Ecuador (Ecuador Top 40)               | 5              |
| Eslovaquia (Rádio Top 100)             | 9              |
| España (Top 100 Canciones)             | 1              |
| Estados Unidos (Billboard Hot 100)     | 1              |
| Estados Unidos (Adult Contemporary)    | 7              |
| Estados Unidos (Adult Top 40)          | 1              |
| Estados Unidos (Hot Dance Club Songs)  | 3              |
| Estados Unidos (Hot R&B/Hip-Hop Songs) | 1              |
| Estados Unidos (Mainstream Top 40)     | 1              |
| Estados Unidos (Rhythmic)              | 1              |
| Finlandia (OFC)                        | 9              |
| Francia (SNEP)                         | 1              |
| Hungría (Rádiós Top 40)                | 1              |
| Irlanda (IRMA)                         | 1              |
| Israel (Media Forest)                  | 1              |
| Italia (FIMI)                          | 2              |
| Japón (Japan Hot 100)                  | 22             |
| México (Billboard Inglés Airplay)      | 1              |
| México (Tus 25)                        | 1              |
| Noruega (VG-lista)                     | 2              |
| Nueva Zelanda (Recorded Music NZ)      | 1              |
| Países Bajos (Dutch Top 40)            | 1              |
| Reino Unido (UK Singles Chart)         | 1              |
| República Checa (Rádio Top 100)        | 10             |
| Suecia (Sverigetopplistan)             | 6              |
| Suiza (Schweizer Hitparade)            | 1              |

| País           | Lista (2013)        | Posición |
| -------------- | ------------------- | -------- |
| Canadá         | Canadian Hot 100)   | 1        |
| Estados Unidos | Billboard Hot 100   | 2        |
| Países Bajos   | Mega Single Top 100 | 2        |

| País           | Organismo certificador | Certificación | Ventas    | Ref.   |
| -------------- | ---------------------- | ------------- | --------- | ------ |
| Alemania       | BVMI                   | 2× Platino    | 600 000   | [ 55 ] |
| Australia      | ARIA                   | 9× Platino    | 630 000   | [ 56 ] |
| Austria        | IFPI Austria           | Platino       | 30 000    | [ 57 ] |
| Bélgica        | BEA                    | Platino       | 30 000    | [ 58 ] |
| Canadá         | Music Canada           | 9× Platino    | 720 000   | [ 59 ] |
| Dinamarca      | IFPI Dinamarca         | 2× Platino    | 60 000    | [ 60 ] |
| España         | PROMUSICAE             | Oro           | 20 000    | [ 61 ] |
| Estados Unidos | RIAA                   | 6× Platino    | 6 000 000 | [ 62 ] |
| Italia         | FIMI                   | 2× Platino    | 60 000    | [ 63 ] |
| México         | AMPROFON               | Platino       | 60 000    | [ 64 ] |
| Nueva Zelanda  | RIANZ                  | 4× Platino    | 60 000    | [ 65 ] |
| Reino Unido    | BPI                    | 2× Platino    | 1 200 000 | [ 66 ] |
| Suiza          | IFPI Suiza             | Platino       | 30 000    | [ 67 ] |

## Sucesión en listas
| Anterior: «Sonnentanz» de Klangkarussell                                         | Dutch Top 40 — Sencillo Nro 1 20 de abril de 2013 — 6 de julio de 2013 (11 semanas)                                          | Siguiente: «Wake Me Up!» de Avicii                                |
| Anterior: «Let Her Go» de Passenger «Tennis Court» de Lorde                      | NZ Top 40 Singles Chart — Sencillo Nro 1 22 de abril de 2013 — 17 de junio de 2013 24 de junio de 2013 — 14 de julio de 2013 | Siguiente: «Tennis Court» de Lorde «We Can't Stop» de Miley Cyrus |
| Anterior: «Get Lucky» de Daft Punk con Pharrell Williams                         | ARIA Chart — Sencillo Nro 1 13 de mayo de 2013 — 8 de julio de 2013                                                          | Siguiente: «Wake Me Up!» de Avicii                                |
| Anterior: «Get Lucky» de Daft Punk con Pharrell Williams                         | Irish Singles Chart — Sencillo Nro 1 16 de mayo de 2013 — 4 de julio de 2013                                                 | Siguiente: «Wake Me Up!» de Avicii                                |
| Anterior: «Just Give Me a Reason» de Pink con Nate Ruess                         | Canadian Hot 100 — Sencillo Nro 1 1 de junio de 2013 — 30 de agosto de 2013                                                  | Siguiente: «Roar» de Katy Perry                                   |
| Anterior: «La La La» de Naughty Boy con Sam Smith «Love Me Again» de John Newman | UK Singles Chart — Sencillo Nro 1 2 de junio de 2013 — 30 de junio de 2013 14 de julio de 2013 — 20 de julio de 2013         | Siguiente: «I Love It» de Icona Pop «Wake Me Up!» de Avicii       |
| Anterior: «Get Lucky» de Daft Punk con Pharrell Williams                         | French Singles Chart — Sencillo Nro 1 9 de junio de 2013 — 29 de julio de 2013                                               | Siguiente: «Papaoutai» de Stromae                                 |
| Anterior: «Can't Hold Us» de Macklemore & Ryan Lewis con Ray Dalton              | Billboard Hot 100 — Sencillo Nro 1 22 de junio de 2013 — 13 de septiembre de 2013                                            | Siguiente: «Roar» de Katy Perry                                   |
| Anterior: «Get Lucky» de Daft Punk con Pharrell Williams                         | German Singles Chart — Sencillo Nro 1 14 de junio de 2013 — 11 de julio de 2013                                              | Siguiente: «Whatever» de Cro                                      |
| Anterior: «Get Lucky» de Daft Punk con Pharrell Williams                         | PROMUSICAE — Sencillo Nro 1 11 de agosto de 2013 — 17 de agosto de 2013                                                      | Siguiente: «Applause» de Lady Gaga                                |